# Two Sentence Horror Stories
Two Sentence Horror Stories je americký hororový televizní seriál. Jeho autorkou je Vera Miao. Vysílán je na stanici The CW, první díl byl uveden 8. srpna 2019. Jedná se o antologický seriál, který má původ v pětidílném krátkometrážním webovém seriálu 2SH producentky Very Miao, jenž měl premiéru v roce 2017 na stránce go90. O rok později byl uveden i na streamovací platformě CW Seed, díky čemuž začala mít o projekt ve formě klasického televizního seriálu zájem stanice The CW.

## Příběh
Každý díl seriálu Two Sentence Horror Stories tvoří vlastní příběh, v němž vystupují různé postavy. Jde o samostatné, nijak nepropojené epizody, které propojuje pouze hororový námět.

## Vysílání
| Řada | Díly | Premiéra v USA | Premiéra v USA |
| Řada | Díly | První díl      | Poslední díl   |
| ---- | ---- | -------------- | -------------- |
| 1    | 10   | 8. srpna 2019  | 19. září 2019  |
| 2    | 10   | 12. ledna 2021 | 16. února 2021 |
| 3    | 10   | 16. ledna 2022 | 20. února 2022 |

První desetidílná řada seriálu Two Sentence Horror Stories byla vysílána během léta 2019. Oznámení druhé řady proběhlo v květnu 2020, premiéru měla počátkem roku 2021. Informace o objednání třetí série byla zveřejněna v září 2020.